# Fehl-Ritzhausen
Fehl-Ritzhausen település Németországban, Rajna-vidék-Pfalz tartományban. Lakosainak száma 785 fő (2023. december 31.).

## Népesség
A település népességének változása:
| Lakosok száma | 672  | 780  | 782  | 753  | 765  | 785  |
|               | 1975 | 2017 | 2019 | 2021 | 2022 | 2023 |